# 清川玉枝
清川 玉枝（きよかわ たまえ、1903年5月24日 - 1969年1月21日）は、日本の女優。

## 来歴・人物
1903年（明治36年）5月24日、東京府東京市芝区（現在の東京都港区）に生まれる。東洋高等女学校（現在の東洋女子高等学校）卒業後、新劇女優として芽生座、築地座、創作座などに参加して舞台に立つ。この間の1928年（昭和3年）、山田隆弥製作の『肉弾決笑記』で映画に初出演する。
1936年（昭和11年）、P.C.L.映画製作所（後に東宝映画）に入社。成瀬巳喜男監督の『君と行く路』、山本薩夫監督の『お嬢さん』『田園交響楽』、島津保次郎監督の『兄の花嫁』などに出演し、個性的で柔軟な演技の脇役として活躍する。戦後は、数本に東宝作品に出演したのち、東宝争議で新東宝に移る。1952年（昭和27年）にはフリーとなり、各社の作品に出演する。特に喜劇映画では、アクの強い芸達者ぶりを見せて、脇役女優の中でも異彩を放った。1968年（昭和43年）の『喜劇 “夫”売ります!!』を最後に映画を離れる。
この間に東宝映画東京撮影所文芸課長や新東宝のプロデューサーを務めた伊藤基彦と結婚し、20年に及ぶ結婚生活ののち、1950年（昭和25年）6月に離婚。このとき久保田万太郎を間に立てて当時では珍しい離婚式を開いて話題をまいた。1969年（昭和44年）1月21日、肝臓がんのため死去。65歳没。

## 出演作品

### 映画
- 肉弾決笑記（1928年、マキノ）
- 吾輩は猫である（1936年、P.C.L.） - 鼻子 役
- 女人哀愁（1937年、P.C.L.） - 母 役
- 宮本武蔵 風の巻（1937年、J.O.スタヂオ） - お杉隠居 役
- 藤十郎の恋（1938年、東宝映画） - 天満増田屋の後家 役
- 田園交響楽（1938年、東宝映画） - 東作の妻・敬子 役
- 鶴八鶴次郎（1938年、東宝映画） - 弟子入りの娘の母 役
- 忠臣蔵（1939年、東宝映画） - 一力仲居おもと 役
- その前夜（1939年、東宝映画） - おまさ 役
- 支那の夜（1940年、東宝映画） - 山崎なつ 役
- 旅役者（1940年、東宝映画） - 小料理屋の女・お光 役
- 兄の花嫁（1941年、東宝映画） - 叔母とも 役
- 白鷺（1941年、東宝映画） - おとり 役
- 秀子の車掌さん（1941年、南旺映画） - 下宿のおばさん 役
- 男の花道（1941年、東宝映画） - 長屋おかみ 役
- 緑の大地（1942年、東宝映画） - 南夫人 役
- 歌行燈（1943年、東宝映画） - 春木屋のお兼 役
- 秘めたる覚悟（1943年、東宝映画） - 興信所の女 役
- 楽しき哉り人生（1944年、東宝） - 妻・はつ 役
- 日常の戦ひ（1944年、東宝） - 秋沢夫人 役
- 三十三間堂通し矢物語（1945年、東宝） - お松 役
- 或る夜の殿様（1946年、東宝） - 髪結おたつ 役
- 幸福への招待（1947年、新東宝）
- 三百六十五夜（1948年、新東宝） - おでん屋お神 役
- 異国の丘（1949年、渡辺プロ） - 叔母すみ 役
- エノケン・笠置の極楽夫婦（1949年、新東宝） - 教祖の娘の母 役
- 私刑 リンチ（1949年、新東宝） - 若水の女将 役
- 憧れのハワイ航路（1950年、新東宝） - みき 役
- 若さま侍捕物帖 謎の能面屋敷（1950年、新東宝） - 女将お仙 役
- 山のかなたに（1950年、新東宝） - 村田の母 役
- 青空天使（1950年、太泉映画） - 日野原の妻 役
- 夜来香（1951年、新東宝） - 麗美書館の女将 役
- 銀座化粧（1951年、新東宝） - 杵屋佐久 役
- 戦後派お化け大会（1951年、新東宝） - 妻さだ 役
- やぐら太鼓（1952年、滝村プロ） - 近所の内儀 役
- 三等重役（1952年、東宝） - 久の家のお内儀 役
- 縮図（1953年、近代映画協会）
- 女の一生（1953年、近代映画協会） - 立花夫人 役
- 恋文（1953年、新東宝）
- 花祭底抜け千一夜（1954年、新東宝） - おすみ 役
- 続続続続魚河岸の石松 女海賊と戦う（1954年、東映） - あかね 役
- 女の暦（1954年、新東宝） - 村長夫人 役
- どぶ（1954年、近代映画協会） - 延代 役
- 若い人たち（1954年、全国銀行従業員組合連合会） - 支店長夫人 役
- 慈悲心鳥（1954年、新東宝） - 篠原光枝 役
- 花と龍 第一部（1954年、東映）- ドテラばあさん・島村ギン 役
- のんき裁判（1955年、新東宝） - 裁判長の細君 役
- おえんさん（1955年、東宝） - 早川光江 役
- サラリーマン 続・目白三平（1955年、東映） - 北村夫人 役
- 狼（1955年、近代映画協会）
- 剣豪対豪傑 誉れの決戦（1956年、新東宝） - 料亭の女将 役
- 鬼火（1956年、東宝） - 松田しげ 役
- ロマンス娘（1956年、東宝） - 母しの 役
- この二人に幸あれ（1957年、東宝） - 大越の妻ふさ 役
- 大番シリーズ（東宝）
  - 大番（1957年） - 駄菓子屋のお吉 役
  - 続々大番 怒涛篇（1957年） - お吉後家 役
- 喧嘩社員（1957年、東映） - 山浦源 役
- 残月講道館（1957年、大映） - 料亭の女将 役
- あらくれ（1957年、東宝） - おしん 役
- 地上（1957年、大映） - たみ 役
- 青空娘（1957年、大映） - 信子の叔母
- 直八子供旅（1958年、東映） - 港屋の女将 役
- 白鷺（1958年、大映） - 五坂秀子 役
- 愛妻記（1959年、東京映画） - 石井うた 役
- 母のおもかげ（1959年、大映） - お藤 役
- 狐と狸（1959年、東宝） - 半五郎の女房みつ 役
- 歌麿をめぐる五人の女（1959年、大映） - おかく 役
- 大江戸の侠児（1960年、東映） - 湊屋の女将 役
- 山のかなたに（1960年、東宝） - 古川ミネ子 役
- あした晴れるか（1960年、日活） - 宮下お福 役
- 新・二等兵物語 めでたく凱旋の巻（1961年、松竹） - 陳芳来 役
- 進藤の社長シリーズ（ニュー東映） - 清水春子 役
  - 次郎長社長と石松社員（1961年）
  - 続次郎長社長と石松社員（1961年）
  - 次郎長社長よさこい道中（1961年）
  - 石松社員は男でござる（1961年）
- 青い目の蝶々さん（1962年、パラマウント映画）
- 九ちゃん音頭（1962年、松竹） - 春夫の母 役
- 歌え若人達（1963年、松竹） - 下宿のおばさん 役
- 温泉芸者（1963年、大映） - キヨ 役
- 何処へ（1964年、日活） - 高山すえ 役
- 清作の妻（1965年、大映） - お牧 役
- おんな番外地シリーズ（東映） - 野坂フミ 役
  - おんな番外地 鎖の牝犬（1965年）
  - 続・おんな番外地（1966年）
- 兵隊やくざ 俺にまかせろ（1967年、大映） - 女将 役
- 痴人の愛（1967年、大映） - 阿部正子 役
- 喜劇 爬虫類（1968年、松竹） - 楽屋番の婆さん 役
- 怪談 蛇女（1968年、東映）- 大沼家の女中頭・たみ 役
- 喜劇 “夫”売ります!!（1968年、東映） - 園田夫人 役

### テレビドラマ
- 雑草の歌（NTV）
  - 第45回「この命」（1959年）
  - 第55回「自分の墓」（1959年）
  - 第58回「溝」（1959年）
- ダイヤル110番（NTV）
  - 第121話「一年の計は」（1960年）
  - 第130話「お近いうちに」（1960年）
  - 第173回「年始異聞」（1961年）
  - 第225回「警らこと始め」（1962年）
  - 第340回「車に御用心」（1964年）
- サンヨーテレビ劇場 / 契約結婚（1960年、KR）
- 東芝日曜劇場 第182回「白鷺」（1960年、TBS）
- 夫婦百景（NTV）
  - 第113回「けんかと夫婦」（1960年）
  - 第162回「頓才女房」（1961年）
  - 第329回「銅婚式」（1964年）
- 東レサンデーステージ（NTV）
  - 第30回「私の王様」（1961年） - 洋裁店ボンソワールのマダム 役
  - 第54回「同級生交歓」（1961年） - 政代 役
- 夜の十時劇場 / 瞼の母（1961年、CX）
- 日立ファミリー劇場 / 柳はみどり（1962年、TBS） - お辰 役
- シャープ火曜劇場 第39回「ああバラの花は何処に咲く」（1962年、CX） - 川村みね子 役
- お気に召すまま 第14話「催眠術の秘密」（1962年、NETテレビ）
- 事件記者 第253話「穴」（1963年、NHK）
- 近鉄金曜劇場 / どらぼや人生（1963年、TBS）
- コメディフランキーズ 第33回「贋作ルパン」（1964年、TBS）
- シオノギテレビ劇場（CX）
  - 山本富士子アワー・芳兵衛物語（1964年）
  - 芥川龍之介短編シリーズ・お富の貞操（1966年）
- 日産スター劇場（NTV）
  - 男ならやってみな（1964年）
  - 土曜日こんにちは（1965年）
  - ヤキトリと伯爵令嬢（1966年）
- 特別機動捜査隊（NET / 東映）
  - 第194話「河の女」（1965年） - 佐伯菊江 役
  - 第317話「秘められた怒り」（1967年） - 登志子 役
- 信託水曜劇場 / 鶴っ子（1965年、CX） - おきん 役
- 青春とはなんだ 第13話「危険な年輪」（1966年、NTV） - スナックのママ 役
- 判決 第169話「ダムの正月」（1966年、NET）
- 木下恵介アワー / 記念樹（1966年、TBS） - 下宿の小母さん 役
- 何処へ 第4話「お見合いはつらい」（1966年、CX） - 木山静子 役
- 銭形平次 第35話「大晦日に帰った男」（1966年、CX） - お浅 役
- 素浪人 月影兵庫 第2シリーズ 第14話「生まれた時から曲がっていた」（1967年、NETテレビ）
- 大奥 第35・36話（1968年、KTV） - 深草 役